# Arbeitspflicht (Arbeitsrecht)
Arbeitspflicht ist im Arbeitsverhältnis die Hauptleistungspflicht des Arbeitnehmers, für den Arbeitgeber gemäß dem Arbeitsvertrag tätig zu sein. Als Hauptleistungspflicht des Arbeitgebers steht dessen Vergütungspflicht in Form eines Arbeitsentgelts im Gegenseitigkeitsverhältnis gegenüber.

## Allgemeines
Die Arbeitspflicht ergibt sich aus dem Arbeitsvertrag. In der Regel werden in Arbeitsverträgen jedoch keine genauen Inhalte der jeweiligen Arbeitspflicht vereinbart, sondern mehr oder weniger allgemein gehaltene Umschreibungen wie etwa die Berufsbezeichnung. Konkreter wird das dem Arbeitgeber zustehende Direktionsrecht aus § 106 GewO, das die Arbeitspflicht beispielsweise durch eine Stellenbeschreibung konkretisieren kann. Dieses Direktionsrecht umfasst das Weisungsrecht des Arbeitgebers gegenüber allen Arbeitnehmern, Arbeitsinhalt, Arbeitsort und Arbeitszeit der Arbeitsleistung nach billigem Ermessen näher zu bestimmen. Der Arbeitgeber darf in Ausübung seines Weisungsrechts grundsätzlich bestimmen, welche Art von Arbeitsleistungen der Arbeitnehmer zu erbringen hat. Es ermöglicht dem Arbeitgeber, dem Arbeitnehmer bestimmte Aufgaben zuzuweisen oder auch zu entziehen. Stets muss der Arbeitgeber bei Weisungen billiges Ermessen walten lassen. Nach dem Wortlaut des § 106 GewO handelt es sich um ein einseitiges Leistungsbestimmungsrecht nach § 315 BGB, wobei der quantitative Umfang der beiderseitigen Hauptleistungspflichten (Arbeits- und Vergütungspflicht) dem Weisungsrecht nicht unterliegt. Deshalb ist der Arbeitgeber nicht befugt, dem Arbeitnehmer eine Tätigkeit mit geringerer Vergütung zuzuweisen, selbst dann nicht, wenn die bisherige Vergütung fortgezahlt wird. Weder Arbeitern noch Angestellten  darf eine Tätigkeit zugewiesen werden, die einer niedrigeren Vergütungsgruppe angehört. Zielvereinbarungen im Arbeitsvertrag gehören nicht zur vom Arbeitnehmer geschuldeten Arbeitspflicht; er schuldet lediglich ein hinreichendes Tätigwerden, das zur Erfüllung der Zielvereinbarungen beitragen soll.

## Rechtsfragen
Das Bundesarbeitsgericht (BAG) fasste im Dezember 2003 seine Auffassung zur Arbeitspflicht wie folgt zusammen: "Ist die Arbeitsleistung im Vertrag, wie meistens, der Menge und der Qualität nach nicht oder nicht näher beschrieben, so richtet sich der Inhalt des Leistungsversprechens zum einen nach dem vom Arbeitgeber durch Ausübung des Direktionsrechts festzulegenden Arbeitsinhalt und zum anderen nach dem persönlichen, subjektiven Leistungsvermögen des Arbeitnehmers. Der Arbeitnehmer muss tun, was er soll, und zwar so gut, wie er kann. Die Leistungspflicht ist nicht starr, sondern dynamisch und orientiert sich an der Leistungsfähigkeit des Arbeitnehmers. Ein objektiver Maßstab ist nicht anzusetzen ... Der Dienstverpflichtete schuldet das „Wirken“, nicht das „Werk“".

### Materielles Recht

#### Schuldner und Gläubiger der Arbeitsleistungspflicht

##### Schuldner der Arbeitsleistung, § 613 S. 1 BGB
Nach § 613 Satz 1 BGB gilt: „Der zur Dienstleistung Verpflichtete hat die Dienste im Zweifel in Person zu leisten.“ § 613 Satz 1 BGB gilt nicht nur für Dienstvertragsverhältnisse, sondern nach herrschender Meinung auch für Arbeitsverhältnisse.
Muss der Arbeitnehmer – wie in der Regel – seine Arbeitsleistung „in Person“ erbringen, darf er keinen Dritten mit der Erfüllung seiner Arbeitsleistung beauftragen und muss es auch dann nicht, wenn er selbst die Arbeitsleistung – etwa durch Arbeitsunfähigkeit – nicht erbringen kann. Darin kommt der personenbezogene Charakter des Arbeitsverhältnisses zum Ausdruck. § 613 Satz 1 BGB findet auch bei Dienstverträgen Anwendung.
Die Pflicht zur Arbeitsleistung entfällt, wenn dem Arbeitnehmer seine Arbeitsleistung nicht möglich ist (z. B. Krankheit). Zugunsten des Arbeitnehmers können gesetzliche Beschäftigungsverbote eingreifen (z. B. Mutterschutz). Dem Arbeitnehmer kann ein Leistungsverweigerungsrecht zur Seite stehen. Im Arbeitskampf kann der Arbeitnehmer von der Arbeitsleistungspflicht suspendiert sein.
Der Arbeitnehmer kann einen Anspruch auf Befreiung von seiner Arbeitspflicht haben (z. B. Urlaub). Der Arbeitgeber kann unter Umständen das Recht haben, den Arbeitnehmer gegen seinen Willen von der Verpflichtung zur Arbeitsleistung freizustellen (siehe Freistellung).
Während des Arbeitsverhältnisses hat der Arbeitnehmer grundsätzlich einen Anspruch auf Beschäftigung (Beschäftigungsanspruch). Bei einem Streit um die wirksame Beendigung des Arbeitsverhältnisses (z. B. Kündigung, Befristung) kann der Arbeitnehmer einen allgemeinen Weiterbeschäftigungsanspruch haben.
Arbeitet der Arbeitnehmer nicht, erhält er grundsätzlich keinen Arbeitslohn („ohne Arbeit kein Lohn“). Dieser Grundsatz ist aus Gründen des Arbeitnehmerschutzes vielfach durchbrochen (z. B. §§ 615, § 616 BGB, § 3 EFZG, § 1 BUrlG).
Der Arbeitnehmer schuldet dem Arbeitgeber nicht sein ganzes Leben, sondern nur seine Arbeitszeit. Nebentätigkeiten sind i. d. R. zulässig, wenn sie nicht im Widerspruch zur geschuldeten Arbeit stehen (siehe Konkurrenzverbot).
Besteht eine Arbeitsleistungspflicht des Arbeitnehmers und leistet der Arbeitnehmer seine geschuldete Arbeit nicht, spricht man von einer Arbeitsverweigerung, die als beharrliche Arbeitsverweigerung einen Kündigungsgrund darstellen kann. Arbeitet der Arbeitnehmer trotz bestehendem Arbeitsverhältnis und trotz bestehender Arbeitspflicht überhaupt nicht mehr für den Arbeitgeber, begeht er einen sogenannten Vertragsbruch. Auf Grund einerseits der faktischen Unmöglichkeit, dies zu verhindern (siehe Vollstreckbarkeit unten) und andererseits der Schwierigkeit, einen eingetretenen Schaden zu beweisen, gibt es häufig Regelungen in Formularverträgen, die für den Fall des Vertragsbruches eine Vertragsstrafe vorsehen. Dies ist zwar nicht von vornherein, jedoch häufig AGB-rechtlich unwirksam.
Beschäftigt ein Arbeitnehmer vertragswidrig einen Dritten zwecks Erfüllung seiner Arbeitspflicht, haftet er für diesen nach § 278 BGB als Erfüllungsgehilfe. Das Verhalten des Arbeitnehmers kann Gegenstand einer Abmahnung und (im Wiederholungsfalle) einen verhaltensbedingten Kündigungsgrund bedeuten.
Entgegen verbreiteter Meinung ist § 613 Satz 1 BGB eine bloße Auslegungsregel („im Zweifel“). Den Parteien steht es also frei, etwas anderes zu vereinbaren. Dies steht im Widerspruch zur in den 1930er Jahren aufgekommenen Lehre von der Personenrechtlichkeit des Arbeitsverhältnisses, die bis vor kurzem noch in der bundesdeutschen Arbeitsrechtsdogmatik herrschend war. Die Arbeitsrechtsdogmatik tut sich daher bis heute schwer, Formen der Abbedingung des § 613 Satz 1 BGB einzuordnen: Beschäftigt ein Arbeitnehmer Dritte zur Erfüllung seiner Arbeitsleistungspflicht, führt dies zu einem Unterarbeitsverhältnis, das seit den 1930er Jahren mittelbares Arbeitsverhältnis genannt wird und das als sozialpolitisch unerwünscht gilt. So kann die Ehefrau eines Hausmeisters Unterarbeitnehmerin des Hausmeisters zur Erfüllung der Hausmeisterpflichten sein (Hausmeisterehepaar). Ebenfalls im Widerspruch zu der in der Lehre von der Personenrechtlichkeit des Arbeitsverhältnisses besteht die Möglichkeit, dass auf der Arbeitnehmerseite eine (Außen-)Gesellschaft bürgerlichen Rechts als Eigengruppe auftritt (Gruppenarbeitsverhältnis).
Dem herrschenden soziologisch bestimmten Arbeitnehmerbegriff („persönliche Abhängigkeit“) entspricht es, im ehemaligen Dienstverschaffungsvertrag (heute Arbeitnehmerüberlassungsvertrag) keinen nicht höchstpersönlich zu erfüllenden Arbeitsvertrag, sondern einen Vertrag sui generis zu sehen.
Der Umstand des Bestehens oder des Fehlens einer Höchstpersönlichkeit der Dienstleistungspflicht kommt auch eine Bedeutung bei der Frage zu, ob ein Dienstleistender Arbeitnehmer oder Selbständiger (z. B. Freier Mitarbeiter) ist. Asymmetrisch nimmt die Rechtsprechung an, dass eine höchstpersönliche Leistungspflicht nicht für ein Arbeitsverhältnis spreche – da nach § 613 Satz 1 BGB auch für das (freie) Dienstverhältnis die Regel. Die vertraglich vereinbarte Möglichkeit des Einsatzes von Hilfskräften soll hingegen stark gegen einen Arbeitnehmerstatus sprechen. Dies eröffnet Möglichkeiten, formal die Begründung eines Arbeitsverhältnisses zu umgehen.
Nach ganz herrschender Lehre endet das Arbeitsverhältnis mit dem Tod des Arbeitnehmers, es geht also nicht auf seine Erben über.

##### Gläubiger der Arbeitsleistung, § 613 Satz 2 BGB
Gläubiger der Arbeitsleistung ist in der Regel der Arbeitgeber (§ 613 Satz 2 BGB). Dies ist Ausdruck des personalen Charakters von Dienstleistungen, was in der Tradition der überholten Lehre von der Personenrechtlichkeit im Arbeitsrecht vielfach als etwas Besonderes des Arbeitsverhältnisses betont wird.
Aus § 613 Satz 2 BGB folgt für den Regelfall die Unabtretbarkeit des Anspruchs auf eine Arbeitsleistung nach § 400 BGB und entsprechend eine Unpfändbarkeit gemäß § 851 Abs. 1 ZPO. Auch § 613 Satz 2 BGB ist eine bloße Auslegungsregel und ebenfalls auf Arbeitsverhältnisse anwendbar. Es ist umstritten, ob beim Arbeitnehmerüberlassungsvertrag der Verleiher seinen Anspruch auf Arbeitsleistung an den Entleiher abtritt.
Für den Normalfall wird davon ausgegangen, dass der Anspruch auf eine Arbeitsleistung vererblich (§ 1922 BGB) ist. Für personenbezogene Dienste (z. B. Krankenpflege) ist dies umstritten. Teils wird sie verneint, teils wird eine auflösende Bedingung angenommen, teils wird auf die normalen Möglichkeiten der Beendigung eines Arbeitsverhältnisses (z. B. Kündigung) verwiesen.

#### Inhalt der Arbeitsleistung

##### Allgemeines
Der Inhalt des Arbeitsvertrages ist im Ausgangspunkt von der Vertragsfreiheit bestimmt: es gilt das, was die Arbeitsvertragsparteien vereinbaren. Auf Grund der typischen Schutzbedürftigkeit des Arbeitnehmers findet dies Grenzen im Gesetz, Tarifvertrag oder Betriebsvereinbarung. Soweit dieser Rahmen und der Arbeitsvertrag Freiheiten lässt, kann der Arbeitgeber durch sein Direktionsrecht nach § 106 GewO den Inhalt der Arbeitsleistung näher bestimmen.

##### Art der Arbeitsleistung
Die geschuldete Art der Arbeitsleistung hängt von der arbeitsvertraglichen Vereinbarung ab. Eine nachträgliche sogenannte Konkretisierung der Arbeitspflicht (Beispiel: Nach 20 Jahren Sachbearbeitung im Bereich der A-Versicherung soll nunmehr im Bereich der B-Versicherung gearbeitet werden) ist zumeist nur eine theoretische Möglichkeit.

##### Qualität der Arbeitsleistung
Nach herrschender Meinung gilt im Arbeitsrecht ein subjektiver Leistungsbegriff: Gleiches gilt in Bezug auf die Arbeitsqualität. Auch insoweit ist ein individueller Maßstab anzulegen, wobei jedoch von dem Arbeitnehmer verlangt wird, dass er die ihm übertragenen Arbeiten sorgfältig und konzentriert unter Anspannung der möglichen Fertigkeiten verrichtet. Mit der herrschenden Meinung steht die Rechtsprechung zur Minderleistung als Kündigungsgrund (englisch Low-Performer-Kündigung) im Einklang: Erbringt der Arbeitnehmer eine erheblich unterdurchschnittliche Arbeitsleistung, kann dies unter Umständen eine verhaltens- oder personenbedingte Kündigung im Sinne des § 1 KSchG sozial rechtfertigen.

##### Ort der Arbeitsleistung
Für den geschuldeten Ort der Arbeitsleistung ist in erster Linie der Arbeitsvertrag maßgeblich. Auch ist das Direktionsrecht nach § 106 GewO zu berücksichtigen. Teilweise beschränken Arbeitgeber den Arbeitsort auf eine bestimmte Betriebsstätte oder auf eine bestimmte Filiale, um sich die Sozialauswahl im Fall einer betriebsbedingten Kündigung zu erleichtern.
Siehe auch: Versetzung

##### Zeit der Arbeitsleistung
Bei der Arbeitszeit sind die Vorschriften des Arbeitszeitschutzes und die sich aus dem Arbeitsvertrag i. V. m. Gesetz, Tarifvertrag oder Betriebsvereinbarung ergebende vertragliche Arbeitszeit zu unterscheiden, deren Konkretisierung im Direktionsrecht des Arbeitgebers nach § 106 GewO liegen kann.
Siehe im Einzelnen
- Bereitschaftsdienst
- Rufbereitschaft
- Wegezeit
- Dienstreise
- Kurzarbeit.

### Prozessrecht

#### Erkenntnisverfahren

##### Zulässigkeit einer Leistungsklage (trotz i. d. R. Vergeblichkeit)
Arbeitet der Arbeitnehmer nicht, obwohl er dazu verpflichtet ist, kann der Arbeitgeber eine Klage auf Arbeitsleistung erheben; unter den Voraussetzungen der §§ 258, 259 ZPO auch als zukünftige Leistung. Da die herrschende Meinung davon ausgeht, dass die Arbeitsleistung (stets) eine unvertretbare Handlung im Sinne des § 888 ZPO ist, kann ein Leistungstitel wegen § 888 Abs. 3 ZPO nicht vollstreckt werden. Eine Leistungsklage ist daher nur mit einem Antrag nach § 61 Abs. 2 ArbGG sinnvoll. Damit wird beantragt, dass das Arbeitsgericht eine Entschädigung festsetzt für den Fall, dass der Arbeitnehmer seiner Leistungsverpflichtung nicht nachkommt.

##### Einstweilige Verfügung
Mangels Vollstreckbarkeit ist in aller Regel ein Antrag auf Erlass einer einstweiligen Verfügung zur Durchsetzung des Anspruchs auf die Arbeitsleistung des Arbeitnehmers mangels Rechtsschutzinteresses unzulässig. Für einen Antrag nach § 61 Abs. 2 ArbGG fehlt es an einem Verfügungsgrund.

#### Zwangsvollstreckung
Die Vollstreckbarkeit eines Leistungstitels auf Arbeitsleistung des Arbeitnehmers hängt davon ab, ob man die Arbeitsleistung des Arbeitnehmers als nicht vertretbare Handlung i. S. d. § 888 ZPO ansieht. § 888 Abs. 3 ZPO verbietet die Androhung von Zwangsmitteln im Fall unvertretbarer Dienstleistungen. Die Rechtsfrage ist umstritten. Im arbeitsrechtlichen Schrifttum wird zumeist von einer grundsätzlichen Unvertretbarkeit der Arbeitsleistung ausgegangen. Andere bejahen für einige Fälle die Möglichkeit der Vertretbarkeit. Zum Teil in Abhängigkeit von der Art der Tätigkeit, zum Teil abhängig von der Frage, ob die Arbeitsleistung höchstpersönlich geschuldet ist.

## Befreiung von der Arbeitspflicht
Die generelle Arbeitspflicht, die wegen des Dauerschuldverhältnisses aus dem Arbeitsvertrag täglich wieder neu auflebt, wird durch eine Vielzahl von Befreiungstatbeständen unterbrochen:
- Annahmeverzug des Arbeitgebers: Der Arbeitgeber gerät in Annahmeverzug, wenn er die vom Arbeitnehmer ordnungsgemäß angebotene Arbeitsleistung nicht annimmt. Der Arbeitnehmer bietet seine Arbeit an, indem er den Arbeitsort aufsucht. Hier verwirklicht sich vor allem das vom Arbeitgeber zu tragende Betriebsrisiko, etwa bei Betriebsstörungen wie Maschinenausfall. Der Arbeitnehmer verliert hierdurch gemäß § 615 Satz 3 BGB nicht seinen Vergütungsanspruch.[9]
- Beschäftigungsverbote: Bestimmte gesetzliche Beschäftigungsverbote entbinden den Arbeitnehmer temporär von seiner Arbeitspflicht, haben meist jedoch auch einen Lohnausfall zur Folge.
- Stellensuche: Nach der Kündigung eines dauernden Arbeitsverhältnisses hat der Arbeitgeber dem Arbeitnehmer auf Verlangen angemessene Zeit zum Aufsuchen eines anderen Dienstverhältnisses („Bewerbungsurlaub“) zu gewähren (§ 629 BGB). Dem Arbeitnehmer bleibt sein Vergütungsanspruch erhalten, wenn er wegen der Freistellung für eine nur unerhebliche Zeit der Arbeit fern bleibt.
- Die Freistellung (Suspendierung) vom Dienst durch den Arbeitgeber befreit den Arbeitnehmer von seiner Arbeitsleistung, die er im Regelfall auch nicht nacherfüllen muss und für die er keinen Arbeitslohn erhält.
- Kurzarbeit/Feierschichten/vereinbarte Arbeitsaussetzung: Grund für diese Arten ist eine Unternehmenskrise. Eine Betriebs- oder Dienstvereinbarung über Kurzarbeit, welche die Arbeitszeit auf „null“ verringert, befreit den Arbeitnehmer vollständig von seiner Arbeitspflicht. Er verliert hierdurch jedoch seinen Vergütungsanspruch.[10] Während der Freistellungsphase der Altersteilzeit ist der Arbeitnehmer ebenfalls von seiner Arbeitspflicht befreit (§ 6 Abs. 3 Satz 1 lit. b Tarifvertrag FlexAZ).
- Streik: Während eines rechtmäßigen Arbeitskampfs (Streik, Aussperrung) sind die Arbeitnehmer aufgrund des Streikrechts berechtigt, ihre Arbeitsleistung zu verweigern und von ihrer Arbeitspflicht befreit. Dabei erlischt jedoch der Anspruch auf Arbeitsentgelt.[11] Zum Ausgleich dieses Verdienstausfalls gibt es Streikgelder aus dem Streikfonds der Gewerkschaften.
- Unmöglichkeit: Wird dem Arbeitnehmer die Arbeitsleistung ohne sein Verschulden unmöglich, ist er von seiner Arbeitspflicht gemäß § 275 BGB befreit (Unfall, Krankheit, Arbeitsmangel, Stromausfall). Gemäß § 326 Abs. 1 BGB entfällt der Lohnanspruch des Arbeitnehmers, der damit die Preisgefahr trägt.
- Unzumutbare Arbeitsumgebung durch unzumutbare Einwirkungen von Staub, Lärm, Hitze, Kälte, Gerüchen oder vermeidbare Gefahren für Leib und Leben. Nach § 326 Abs. 2 Satz 1 BGB bleibt der Lohnanspruch des Arbeitnehmers bestehen, wenn der Arbeitsausfall auf einer vom Arbeitgeber zu vertretenden Unmöglichkeit der Arbeitsleistung durch den Arbeitnehmer beruht. Da diese Gefahren zum Betriebsrisiko gehören, bleibt der Lohnanspruch des Arbeitnehmers bestehen (§ 615 Satz 3 BGB).
- Urlaub/Feiertage: Während des Urlaubs (auch Bildungsurlaub, Sonderurlaub, Zusatzurlaub) ist der Arbeitnehmer von seiner Arbeitspflicht befreit (§ 1 BUrlG). Arbeitnehmer dürfen an Sonn- und gesetzlichen Feiertagen von 0 bis 24 Uhr nicht beschäftigt werden (§ 9 Abs. 1 ArbZG). Für die Arbeitszeit, die infolge eines gesetzlichen Feiertages ausfällt, hat der Arbeitgeber dem Arbeitnehmer das Arbeitsentgelt zu zahlen (§ 2 Abs. 1 EFZG). Um Absentismus vorzubeugen, sieht § 2 Abs. 3 EFZG vor, dass Arbeitnehmer, die am letzten Arbeitstag vor oder am ersten Arbeitstag nach Feiertagen unentschuldigt der Arbeit fernbleiben, keinen Anspruch auf Bezahlung für diese Feiertage haben.
- Vorübergehende Arbeitsverhinderung: Nach § 616 Satz 1 BGB verliert der Arbeitnehmer den Anspruch auf die Vergütung nicht dadurch, dass er für eine verhältnismäßig nicht erhebliche Zeit durch einen in seiner Person liegenden Grund ohne sein Verschulden an der Dienstleistung verhindert ist. Hierzu gehören Hochzeit, Niederkunft der Ehefrau, unaufschiebbarer Arzttermin oder die Ladung zu Gerichten und Behörden.
- Wahrnehmung öffentlicher Ämter: Nimmt der Arbeitnehmer öffentliche Ämter oder ehrenamtliche Arbeiten wahr oder ist als Zeuge oder Sachverständiger berufen, ist er von der Arbeitspflicht befreit. Hierzu gehören auch Abgeordnete oder Schöffen.
- Wahrnehmung Betriebsratsmandat: Mitglieder des Betriebsrats sind von ihrer beruflichen Tätigkeit ohne Minderung des Arbeitsentgelts zu befreien (§ 37 Abs. 2 BetrVG).
- Wehrdienst: Wird ein Arbeitnehmer nach Maßgabe des Wehrpflichtgesetzes von der Erfassungsbehörde oder einer Wehrersatzbehörde aufgefordert, sich persönlich zu melden oder vorzustellen, so hat der Arbeitgeber für die ausfallende Arbeitszeit das Arbeitsentgelt weiterzuzahlen (§ 14 Abs. 1 ArbPlSchG).
- Zurückbehaltungsrecht: Bei fälligem, aber nicht bezahltem Lohn besteht gemäß §§ 273, § 320 BGB ein Zurückbehaltungsrecht des Arbeitnehmers dahingehend, dass er seine Arbeitsleistung zurückbehalten darf.

Die meisten Befreiungen von der Arbeitspflicht sind temporärer Natur, so dass nach Beendigung des Befreiungstatbestands die Arbeitspflicht automatisch wieder beginnt.

## Folgen
Die möglichst konkrete Beschreibung des Umfangs der Arbeitsaufgaben bringt dem Arbeitnehmer auch die Sicherheit, welche Zuständigkeiten er besitzt und welche nicht. Die Arbeitsteilung muss hierbei verhindern, dass es zu Kompetenzstreitigkeiten kommt. Die Konkretisierung der Arbeitspflicht ermöglicht es unter anderem dem Arbeitgeber, durch Soll-Ist-Vergleiche Minderleistungen oder Fehlleistungen nachzuweisen. Viele Befreiungen von der Arbeitspflicht sind mit einem Ausfall des Arbeitsentgelts verbunden.